# Transfert d'eau Tage-Segura
Le transfert Tage-Segura est un canal au moyen duquel l'eau est envoyée des réservoirs d'Entrepeñas, dans la province de Guadalajara en Espagne, et de Buendía, dans la province de Conca, jusqu'au fleuve Segura à travers le réservoir de Talave.

Parcours du canal de transfert Tage-Segura

Long de près de 300 km, c'est l'un des plus grands ouvrages hydrauliques jamais réalisés en Espagne. Les premiers projets datent de la seconde République espagnole (1933) bien que les travaux n'aient commencé qu'en 1966, dans le cadre des projets de développement économique qui caractérisent la planification économique de Franco dans les années 1960. Les travaux se sont achevés en 1979.
Environ 70% de l'eau du Tage est détournée pour ce transfert au profit de la Murcie, d'Alicante et d'Almeria. Les trois-quarts de l'eau du transfert servent à l'irrigation pour la production de fruits et légumes vendus dans toute l'Europe.
Le transfert est géré depuis le gouvernement central espagnol, puisqu'il est compétent dans le domaine des rivières qui traversent plusieurs autonomies, au moyen de la commission d'exploitation du transfert Tage-Segura dépendant du ministère de l'environnement. Cette commission est chargée de décider du montant transférable et de son utilisation, sauf lorsque les réservoirs d'où l'eau est prélevée (Entrepeñas et Buendía) au 1er juillet ont moins de 557 hm³. Dans ce cas, la commission transmet le pouvoir de décision au Conseil des ministres, qui décide selon les circonstances d'approuver ou de refuser les transferts. S'il y a 240 hm³ ou moins d'eau dans les réservoirs susmentionnés, l'eau ne peut en aucun cas être transférée, car cette quantité est nécessaire pour répondre aux besoins du bassin du Tage,,.